# Claude Schwartz
Claude Schwartz (30 juni 1920 - 24 maart 1968) was een Belgische atleet, die gespecialiseerd was in de sprint en het hordelopen. Hij behaalde zeven Belgische titels.

## Biografie
Schwarz werd tussen 1941 en 1947 vijf maal Belgisch kampioen op de 400 m horden. In 1942 werd hij ook kampioen op de 400 m. In 1943 verbeterde hij op dat nummer het Belgisch record van Julien Saelens naar 48,9 s.

### Clubs
Schwartz was aangesloten bij Racing Club Brussel.

### Vliegtuigramp
Op 24 maart 1968 verongelukte een Vickers Viscount 803, vlucht Aer Lingus 712 voor de Ierse kust. Alle inzittenden onder wie Schwartz overleden. Zijn lichaam werd niet teruggevonden.

## Belgische kampioenschappen
| Onderdeel    | Jaar                         |
| ------------ | ---------------------------- |
| 400 m        | 1942                         |
| 200 m horden | 1941                         |
| 400 m horden | 1941, 1942, 1943, 1945, 1947 |

## Persoonlijke records
| Onderdeel    | Prestatie | Datum            | Plaats    |
| ------------ | --------- | ---------------- | --------- |
| 400 m        | 48,9 s    | 22 augustus 1943 | Antwerpen |
| 400 m horden | 56,4 s    |                  |           |

## Palmares

### 400 m
- 1942:  BK AC - 49,8 s

### 200 m horden
- 1938:  BK AC - 27,2 s
- 1939:  BK AC - 27,4 s
- 1941:  BK AC - 26,1 s
- 1943:  BK AC - 25,4 s
- 1945:  BK AC - 26,0 s

### 400 m horden
- 1941:  BK AC - 57,2 s
- 1942:  BK AC - 57,9 s
- 1943:  BK AC - 56,7 s
- 1945:  BK AC - 57,1 s
- 1947:  BK AC - 56,5 s